# Nicolas Théry
Pour les articles homonymes, voir Théry.
Nicolas Théry, né le 22 décembre 1965 à Lille, est un dirigeant français. Il a été  désigné président de Crédit Mutuel Alliance Fédérale en 2014 et président de la confédération nationale du Crédit mutuel (groupe Crédit Mutuel) et de la fédération Crédit Mutuel Centre Est Europe en 2016. En février 2024,  dans un entretien au Figaro, il annonce qu'il quittera ses mandats en avril de la même année. Son successeur sera Daniel Baal.
Membre du comité exécutif de la Fédération bancaire française (FBF), Nicolas Théry a présidé l'organisation professionnelle pendant un an de septembre 2021 à août 2022 (présidence tournante). 

## Biographie
Nicolas Théry a grandi dans une petite ville du Nord, Armentières, et reste très attaché à sa région d'origine.
Il passe un bac littéraire au lycée Paul-Hazard d'Armentières en 1982, puis est diplômé de Science Po Paris avec mention « lauréat » en 1985. Il intègre ensuite l'ENA dont il sort major de sa promotion, « Liberté, Égalité, Fraternité », en 1989.

## Parcours professionnel
Il commence sa carrière en 1989 à l'inspection des finances et travaille notamment sur l'évolution du statut de Météo France et sur le dossier de la banane aux Antilles. En 1993, il est nommé au bureau du marché des changes à la Direction du Trésor puis devient chef du bureau des assurances en 1995.
Il rejoint le cabinet de Dominique Strauss-Kahn en 1997, alors ministre de l'Économie, des Finances et de l'Industrie, en tant que conseiller pour les questions monétaires et financières, puis pour les questions internationales et européennes. En 2000 il est directeur de cabinet de la secrétaire d’État au Budget, Florence Parly, et chargé de mission auprès de Laurent Fabius. 
La même année, il choisit de rejoindre la CFDT auprès de Nicole Notat, en tant que secrétaire confédéral chargé des questions économiques. 
Il rejoint la Commission européenne en 2002, d'abord en tant que directeur de cabinet de Pascal Lamy, puis conseiller principal à la direction générale des entreprises et directeur à la direction générale de l'environnement.

### Crédit mutuel
Nicolas Théry rejoint le Crédit mutuel en 2009 aux Assurances du Crédit mutuel (ACM). En 2011, il est nommé directeur général adjoint de la Fédération du Crédit Mutuel Centre Est Europe, de la Caisse fédérale de Crédit mutuel, de la Banque fédérative du Crédit mutuel et des Assurances du Crédit mutuel. Il devient président-directeur général du CIC-Est en 2012. Il prend la présidence de la Caisse Fédérale, de la Banque Fédérative et du CIC en 2014.
En 2016, Nicolas Théry prend la présidence de la Fédération Centre Est Europe et de la Confédération nationale du Crédit mutuel en remplacement de Michel Lucas,.
Il démissionne de son poste, pour des raisons personnelles le 27 février 2024, par un courriel envoyé à l'ensemble des salariés.